# 米洛什·約伊奇
米洛什·約伊奇（1992年3月19日—）是一位塞爾維亞足球運動員。在場上的位置是中場。他現在效力於德國足球甲級聯賽球隊科隆足球會，曾效力於多特蒙德足球俱樂部。他也代表塞爾維亞國家足球隊參賽。